# William C. Lee
William (Bill) Carey Lee (Dunn (North Carolina), 12 maart 1895 - aldaar, 25 juni 1948) was een Amerikaans generaal tijdens de Tweede Wereldoorlog.
Hij werd over het algemeen gezien als de vader van de Amerikaans luchtlandingstroepen. Hij werd geboren in Dunn, Noord-Carolina op 12 maart 1895. Hij studeerde af aan het staatscollege van Noord-Carolina met de graad van onderluitenant in 1917.
Hij nam deel aan de Eerste Wereldoorlog onder de Amerikaanse vlag van de expeditionaire legers in Frankrijk. Op het moment dat Amerika zich in de Tweede Wereldoorlog mengde, had Lee de graad van generaal. Hij was de bezieler en promotor van de luchtlandingstroepen in het Amerikaanse leger en hoewel zijn oversten niet echt overtuigd waren van het parachutistenconcept en hij dus geen steun had uit deze hoek, slaagde hij erin de toenmalige bewoner van het Witte Huis, President Franklin Delano Roosevelt, te overtuigen van het nut van luchtlandingstroepen. Hieruit ontstond als test een parachutistenpeloton, dat gevormd werd door generaal Lee. Dit peloton vormde de basis van de voorlopige parachutistengroep en het United States Airborne Command. Lee werd de eerste commandant van de parachutistenschool van Fort-Benning in Georgia. Generaal William "Bill" Carey Lee kreeg hiervoor het Army distinguished service cross.
In augustus 1942 werd de 101st Airborne Division opgericht in Camp Claiborne te Louisiana en Lee werd de eerste bevelhebber van het 101ste. Tijdens zijn toespraak op die dag verklaarde hij: Het 101ste heeft geen geschiedenis, maar het heeft een afspraak met het lot.
Generaal Lee vertrok met zijn 101ste mee naar Engeland en nam er actief deel aan de voorbereiding van de luchtlandingsoperaties voor D-Day. Hij koos ook de landingszones voor de luchtlandingstroepen uit. De generaal was echter niet van de partij op de grote dag. Getroffen door een hartaanval werd hij naar de Verenigde Staten teruggestuurd en vervangen door generaal Maxwell D. Taylor. Op D-Day riepen velen van zijn parachutisten zijn naam voor hun sprong op Normandië. Lee overleed in 1948 in de Verenigde Staten.
Generaal William C. Lee werd in zijn geboortedorp Dunn begraven, waar ook een standbeeld te zijner ere werd opgericht.

## Militaire loopbaan
- Second Lieutenant: 1917
- First Lieutenant:
- Captain:[1]
- Major:
- Lieutenant Colonel:
- Colonel:
- Brigadier General:[1]
- Major General:

## Decoraties
- Distinguished Service Medal
- Parachutist Badge (United States)
- Bezettingsmedaille voor het Leger met "DUITSLAND" gesp
- Overwinningsmedaille (Verenigde Staten)
- World War II Victory Medal